# Funky Kingston
Funky Kingston ist das erste Album der jamaikanischen Reggaeband Toots and the Maytals.
Es wurde von Chris Blackwell produziert und erschien 1973. Das Album ist das erste der Band, das nicht aus bereits vorher aufgenommenen Singles besteht.

## Stil
Das Album enthält „hypnotische Grooves“ und „kraftvolle Rhythmen“ Der gespielte Musikstil ist Roots-Reggae.

## Rezeption
2003 wurde es vom Magazin Rolling Stone zum 378. wichtigsten Album aller Zeiten ernannt. Allmusic bezeichnete das Album als das beste der Band. Robert Christgau als „ein Geschenk“. Wenn man „Bob Marley entdeckt hat und seine Roots-Zeitgenossen erforschen möchte“, ist Funky Kingston laut BBC die nächste „Anlaufstelle“.

## Weiterverwendung
Funky Kingston ist das Titellied der US-amerikanischen Fernsehserie Miami Ink – Tattoos fürs Leben.
Das Lied Louie, Louie wurde in dem britischen Film This is England verwendet.

## Titelliste

### Originalversion
1. "Sit Right Down" (Frederick Hibbert)
2. "Pomp And Pride" (Hibbert)
3. "Louie, Louie" (Richard Berry)
4. "I Can't Believe" (Ike Turner)
5. "Redemption Song" (Hibbert)
6. "Daddy's Home" (Hibbert)
7. "Funky Kingston" (Hibbert)
8. "It Was Written Down" (Hibbert)

### US-Version
1. "Time Tough" (Frederick Hibbert)
2. "In the Dark" (Hibbert)
3. "Funky Kingston" (Hibbert)
4. "Love is Gonna Let Me Down" (Hibbert)
5. "Louie, Louie" (Richard Berry)
6. "Pomp and Pride" (Hibbert)
7. "Got to Be There" (Hibbert)
8. "Country Road" (Bill Danoff, John Denver, Taffy Nivert)
9. "Pressure Drop" (Hibbert)
10. "Sailing On" (Hibbert)

Die bekanntere US-Version ist eine Kompilation des Originals mit dem zweiten Album der Band, In the Dark. Sie enthält Maytals größten Hit, Pressure Drop, sowie ungewöhnliche Coverversionen, z. B. John Denvers Take Me Home, Country Roads, bei dem „West Virginia“ durch „West Jamaica“ ersetzt wird.